# 만일사 (순창군)
만일사(萬日寺)는 전북특별자치도 순창군 회문산에 있는 절로, 조계종 소속이다.

## 역사
673년(신라 문무왕 13년)에 세워졌다고 전해진다.
이후 무학 대사가 이성계의 조선 건립을 기원하기 위해 중건했다고 한다. 또한 무학이 이 절에서 만일동안 기도했기 때문에 절 이름이 ‘만일사’가 되었다는 이야기가 구전으로 내려온다. 이성계와 순창 고추장에 얽힌 설화가 있으나, 이는 고추가 조선에 전래된 시기를 봤을 때 잘못된 것이다.
한국 전쟁 중에는 옆의 회문산에서 활동하던 조선인민유격대에 의해 승려가 살해당하는 등 피해를 입었다. 1951년 8월 13일에는 법당이 빨치산 은거지가 될 수 있다는 이유로 대한민국 육군이 절 건물을 소각했다.
백제시대에 건립된 천년 고찰로 전해지고 있는 만일사의 '비(碑)'가 전라북도 유형문화재 제 251호로 지정 고시 됐다. 만일사 '비'에는 17세기 중엽 한 때 '전라도'가 '전남도(全南道)'로 개칭되었고 회문산 내에 산성과 군진(軍陳)이 있었으며 무학대사가 중창한 사적 등이 새겨져 조선시대 순창지역 불교문화와 향토사 연구에 중요한 자료로 인정됐다. 특히, 정유재란으로 소실됐던 '萬日寺'를 지홍대사(智弘大師)와 원측대사(元測大師)가 효종 9년인 1658년에 중건했다고 '비(碑)'에 기록돼 있다.